# NApLogFlu Potengi (G-17)
O NApLogFlu Potengi (G-17) é um Navio de Apoio Logístico Fluvial (NApLogFlu) da Marinha do Brasil.
Compõe a Flotilha do Mato Grosso subordinada ao 6º Distrito Naval (Ladário).
De construção holandesa, foi incorporado a Marinha do Brasil em 28 de junho de 1938. É o segundo navio da Marinha do Brasil mais antigo em operação perdendo apenas para o Monitor Parnaíba que é 1 ano mais antigo.
Até 1996, era um navio-tanque, transportando até 460 toneladas de óleo combustível. Foi convertido em Navio de Apoio Logístico pela Base Fluvial de Ladário, passando a suprir as diversas necessidades dos outros navios da Flotilha em missão como água, gêneros alimentícios e frigorificados, combustível para aeronaves e óleo diesel e alojamento para transporte de tropa. Constitui-se em um importante meio, pois permite que as demais unidades tenham seu raio de ação e período em missão fora da base estendidos.
Em 2016 sofreu mais uma remodernização com a ampliação de seus alojamentos de tropas o que permitiu um acrescimo de 30% obre a capacidade maxima transportada anteriormente (de 40 para 52 fuzileiros navais embarcados) e também permitiu a aplicação dos alojamentos para diversas outras finalidades, conforme o propósito da missão, pela conversão deste compartimento em consultorio médico e enfermaria.
|  |